# Mistrzostwa Europy w Szermierce 1995
Mistrzostwa Europy w Szermierce 1995 – 8. edycja mistrzostw odbyła się w węgierskim mieście Keszthely w 1995 roku.

## Klasyfikacja medalowa
| Lp. | Państwo    | złoto | srebro | brąz | Razem |
| --- | ---------- | ----- | ------ | ---- | ----- |
| 1   | Włochy     | 1     | 2      | –    | 3     |
| 2   | Ukraina    | 1     | 1      | 1    | 3     |
| 3   | Węgry      | 1     | 1      | –    | 2     |
| 4   | Niemcy     | 1     | –      | 3    | 4     |
| 5   | Rumunia    | 1     | –      | –    | 1     |
| 6   | Francja    | –     | 1      | –    | 2     |
| 7   | Rosja      | –     | –      | 3    | 3     |
| 8   | Szwecja    | –     | –      | 2    | 2     |
| 9   | Szwajcaria | –     | –      | 1    | 1     |

## Medaliści

### Mężczyźni
| Złoto             | Srebro                 | Brąz                             |
| Floret            |                        |                                  |
| Serhij Hołubycki  | Lorenzo Taddei         | Uwe Römer Dmitrij Szewczenko     |
| Szpada            |                        |                                  |
| Arnd Schmitt      | Iván Kovács            | Péter Vánky Andreas Kertesz      |
| Szabla            |                        |                                  |
| Raffaello Caserta | Jean-Philippe Daurelle | Aleksiej Jermołajew Serhij Berko |

### Kobiety
| Złoto              | Srebro          | Brąz                         |
| Floret             |                 |                              |
| Zsofia Lazăr-Szabo | Diana Bianchedi | Monika Weber Jelena Griszyna |
| Szpada             |                 |                              |
| Tímea Nagy         | Jewa Wybornowa  | Claudia Bokel Gianna Bürki   |